# Johann III. (Navarra)

Wappen Johanns III.

Johann III. (* 1469; † 17. Juni 1516 in Monains) war von 1484 bis 1512 König von Navarra; er ist auch unter dem Namen Jean d’Albret bekannt.
Er war der vierte Sohn von Alain d’Albret, Graf von Gavre und Castres, und Françoise de Châtillon († 1481), Gräfin von Périgord und Vizegräfin von Limoges.
Am 14. Juli 1484 heiratete er in Orthez Katharina von Navarra (* 1470, † 1517) die im Jahr zuvor Königin von Navarra, Gräfin von Foix und Bigorre und Vizegräfin von Béarn geworden war, die Tochter von Gaston de Foix, dem früh verstorbenen Erbprinzen von Navarra. An ihrer Seite wurde Jean d’Albret König von Navarra, bis das Paar im Jahr 1512 von Ferdinand II., König von Aragón, der eigene Erbansprüche vertrat, vertrieben wurde.
Jean d’Albret bzw. Johann III. und Katharina hatten 13 Kinder, von denen nur 4 das Erwachsenenalter erreichten, darunter 
- Heinrich II., * 1503, † 1555, Graf von Foix und Bigorre, Vizegraf von Béarn und Marsan (die Gegend um Mont-de-Marsan) Titularkönig von Navarra
- Isabeau d’Albret, Infantin von Navarra, spätere Ehefrau von René I. Vicomte de Rohan

Jean d’Albret starb vor seinem Vater, so dass er keinen Titel aus dessen Erbe antreten konnte. Das Erbe seiner Mutter ging an seine älteren Geschwister, wohl auch, weil er mit der Krone Navarras bereits über Besitz verfügte.
| Vorgänger     | Amt                                                     | Nachfolger   |
| ------------- | ------------------------------------------------------- | ------------ |
| Franz Phoebus | König von Navarra (iure uxoris mit Katharina) 1484–1516 | Heinrich II. |

| Personendaten    | Personendaten                 |
| ---------------- | ----------------------------- |
| NAME             | Johann III.                   |
| ALTERNATIVNAMEN  | Jean d’Albret                 |
| KURZBESCHREIBUNG | König von Navarra (1484–1512) |
| GEBURTSDATUM     | 1469                          |
| STERBEDATUM      | 17. Juni 1516                 |
| STERBEORT        | Monains                       |